# Karim Adippe
Karim Adippe (* 15. květen 1973 Montevideo) je bývalý uruguayský profesionální fotbalový útočník, který naposledy hrál za honduraský tým CD Victoria.
Adippe přišel do pražské Slavie v roce 1998 a ta s ním počítala do základní sestavy. Adippe se však neukázal v nejlepším světle a tak byl puštěn na hostování do Viktorie Žižkov. Ani tam se však neprosadil a tak českou ligu opustil.